# Olaszország az 1976. évi téli olimpiai játékokon
Olaszország az ausztriai Innsbruckban megrendezett 1976. évi téli olimpiai játékok egyik részt vevő nemzete volt. Az országot az olimpián 9 sportágban 58 sportoló képviselte, akik összesen 4 érmet szereztek.

## Érmesek
| Érem  | Versenyző        | Sportág  | Versenyszám      |
| ----- | ---------------- | -------- | ---------------- |
| Arany | Piero Gros       | Alpesisí | Férfi műlesiklás |
| Ezüst | Gustav Thöni     | Alpesisí | Férfi műlesiklás |
| Ezüst | Claudia Giordani | Alpesisí | Női műlesiklás   |
| Bronz | Herbert Plank    | Alpesisí | Férfi lesiklás   |

## Alpesisí
Férfi
| Versenyző      | Versenyszám      | 1. futam      | 1. futam      | 2. futam      | 2. futam      | Összesítés    | Összesítés    |
| Versenyző      | Versenyszám      | Idő           | Hely.         | Idő           | Hely.         | Idő           | Helyezés      |
| -------------- | ---------------- | ------------- | ------------- | ------------- | ------------- | ------------- | ------------- |
| Franco Bieler  | Óriás-műlesiklás | 1:47,00       | 10.           | 1:43,24       | 7.            | 3:30,24       | 8.            |
| Franco Bieler  | Műlesiklás       | 1:01,04       | 4.            | nem ért célba | nem ért célba | kiesett       | kiesett       |
| Piero Gros     | Óriás-műlesiklás | 1:45,69       | 5.            | nem ért célba | nem ért célba | kiesett       | kiesett       |
| Piero Gros     | Műlesiklás       | 1:01,23       | 5.            | 1:02,06       | 1.            | 2:03,29       |               |
| Herbert Plank  | Lesiklás         |               |               |               |               | 1:46,59       |               |
| Fausto Radici  | Óriás-műlesiklás | 1:46,87       | 9.            | 1:43,22       | 6.            | 3:30,09       | 7.            |
| Fausto Radici  | Műlesiklás       | nem ért célba | nem ért célba | kiesett       | kiesett       | kiesett       | kiesett       |
| Erwin Stricker | Lesiklás         |               |               |               |               | nem ért célba | nem ért célba |
| Gustav Thöni   | Lesiklás         |               |               |               |               | 1:49,25       | 26.           |
| Gustav Thöni   | Óriás-műlesiklás | 1:44,19       | 1.            | 1:43,48       | 8.            | 3:27,67       | 4.            |
| Gustav Thöni   | Műlesiklás       | 1:00,55       | 2.            | 1:03,18       | 2.            | 2:03,73       |               |
| Roland Thöni   | Lesiklás         |               |               |               |               | 1:48,13       | 14.           |

Női
| Versenyző        | Versenyszám      | 1. futam      | 1. futam      | 2. futam | 2. futam | Összesítés    | Összesítés    |
| Versenyző        | Versenyszám      | Idő           | Hely.         | Idő      | Hely.    | Idő           | Helyezés      |
| ---------------- | ---------------- | ------------- | ------------- | -------- | -------- | ------------- | ------------- |
| Wanda Bieler     | Lesiklás         |               |               |          |          | 1:50,58       | 20.           |
| Wanda Bieler     | Óriás-műlesiklás |               |               |          |          | nem ért célba | nem ért célba |
| Wanda Bieler     | Műlesiklás       | 48,86         | 11.           | 46,80    | 8.       | 1:35,66       | 8.            |
| Wilma Gatta      | Óriás-műlesiklás |               |               |          |          | 1:30,51       | 7.            |
| Wilma Gatta      | Műlesiklás       | nem ért célba | nem ért célba | kiesett  | kiesett  | kiesett       | kiesett       |
| Claudia Giordani | Óriás-műlesiklás |               |               |          |          | 1:31,44       | 13.*          |
| Claudia Giordani | Műlesiklás       | 46,87         | 4.            | 44,00    | 2.       | 1:30,87       |               |
| Paola Hofer      | Lesiklás         |               |               |          |          | 1:49,60       | 15.           |
| Paola Hofer      | Óriás-műlesiklás |               |               |          |          | 1:32,67       | 23.           |
| Paola Hofer      | Műlesiklás       | nem ért célba | nem ért célba | kiesett  | kiesett  | kiesett       | kiesett       |
| Jolanda Plank    | Lesiklás         |               |               |          |          | 1:52,50       | 25.           |

* - egy másik versenyzővel azonos eredményt ért el

## Biatlon

### 20 km egyéni indításos
A célpont egy külső és egy belső körből állt. A külső körön kívüli találat 2 perc, a külső kör találata 1 perc büntetőidőt jelentett.
| Versenyző            | Eredmény   | Helyezés | Büntetőperc | Végső eredmény | Helyezés |
| -------------------- | ---------- | -------- | ----------- | -------------- | -------- |
| Willy Bertin         | 1:13:50,36 | 6.       | 3           | 1:16:50,36     | 4.       |
| Lino Jordan          | 1:15:49,83 | 16.      | 2           | 1:17:49,83     | 7.       |
| Pierantonio Clementi | 1:16:08,86 | 19.      | 7           | 1:23:08,86     | 23.      |

### 4 × 7,5 km váltó
A lövéseket követően a lövőhibák számának megfelelő mennyiségű 200 m-es büntetőkört kellett teljesíteni a versenyzőknek.
| Versenyző                                                 | Eredmény   | Lövőhiba | Helyezés |
| --------------------------------------------------------- | ---------- | -------- | -------- |
| Lino Jordan Pierantonio Clementi Luigi Weiss Willy Bertin | 2:06:16,55 | 3        | 6.       |

## Bob
| Versenyző                                                  | Versenyszám | 1. futam | 1. futam | 2. futam | 2. futam | 3. futam | 3. futam | 4. futam | 4. futam | Összesítés | Összesítés |
| Versenyző                                                  | Versenyszám | Idő      | Hely.    | Idő      | Hely.    | Idő      | Hely.    | Idő      | Hely.    | Idő        | Helyezés   |
| ---------------------------------------------------------- | ----------- | -------- | -------- | -------- | -------- | -------- | -------- | -------- | -------- | ---------- | ---------- |
| Giorgio Alverà Franco Perruquet                            | Kettes      | 56,62    | 7.       | 56,71    | 6.       | 56,84    | 8.       | 57,13    | 9.       | 3:47,30    | 8.         |
| Nevio De Zordo Ezio Fiori                                  | Kettes      | 57,71    | 16.      | 57,58    | 13.      | 57,88    | 17.      | 57,95    | 15.*     | 3:51,12    | 16.        |
| Nevio De Zordo Ezio Fiori Roberto Porzia Lino Benoni       | Négyes      | 55,75    | 11.*     | 55,80    | 10.*     | 57,08    | 16.      | 57,17    | 11.      | 3:45,80    | 11.        |
| Giorgio Alverà Piero Vegnuti Adriano Bee Francesco Butteri | Négyes      | 55,59    | 10.      | 55,92    | 12.      | 56,94    | 14.      | 57,42    | 12.      | 3:45,87    | 12.        |

* - egy másik csapattal azonos idővel végeztek

## Északi összetett
A három ugrás közül a két legjobb pontszámát adták össze. A sífutás végén 1 perces időkülönbség 9 pontnak felelt meg.
| Versenyző            | Normálsánc | Normálsánc | Normálsánc | Normálsánc | Normálsánc | Normálsánc | Normálsánc | Normálsánc | 15 km sífutás | 15 km sífutás | 15 km sífutás | Összesítés | Összesítés |
| Versenyző            | 1. ugrás   | 1. ugrás   | 2. ugrás   | 2. ugrás   | 3. ugrás   | 3. ugrás   | Össz.      | Össz.      | 15 km sífutás | 15 km sífutás | 15 km sífutás | Összesítés | Összesítés |
| Versenyző            | Pont       | Hely.      | Pont       | Hely.      | Pont       | Hely.      | Pont       | Hely.      | Idő           | Pont          | Hely.         | Pont       | Helyezés   |
| -------------------- | ---------- | ---------- | ---------- | ---------- | ---------- | ---------- | ---------- | ---------- | ------------- | ------------- | ------------- | ---------- | ---------- |
| Francesco Giacomelli | 89,1       | 22.*       | 94,2       | 19.        | 96,1       | 19.        | 190,3      | 20.        | 56:08,75      | 146,92        | 31.           | 337,22     | 31.        |
| Modesto De Silvestro | 71,1       | 32.        | 68,7       | 33.        | 26,2       | 34.        | 139,8      | 33.        | 52:27,61      | 180,09        | 25.           | 319,89     | 32.        |

* - egy másik versenyzővel azonos eredményt ért el

## Gyorskorcsolya
Férfi
| Versenyző          | Versenyszám | Eredmény | Helyezés |
| ------------------ | ----------- | -------- | -------- |
| Ivano Bamberghi    | 5000 m      | 8:21,04  | 28.      |
| Maurizio Marchetto | 5000 m      | 8:04,07  | 21.      |
| Maurizio Marchetto | 10 000 m    | 16:22,55 | 17.      |
| Floriano Martello  | 1000 m      | 1:26,54  | 26.      |
| Floriano Martello  | 1500 m      | 2:09,68  | 25.      |
| Giovanni Panciera  | 1500 m      | 2:33,52~ | 30.      |
| Bruno Toniolli     | 500 m       | 41,44    | 23.      |
| Bruno Toniolli     | 1000 m      | 1:22,83  | 14.      |
| Bruno Toniolli     | 1500 m      | 2:05,66  | 19.      |
| Loris Vellar       | 5000 m      | 8:31,85  | 31.      |

~ - a futam során elesett

## Műkorcsolya
| Versenyző      | Versenyszám | Kötelező elemek   | Kötelező elemek | Rövid program     | Rövid program | Kűr               | Kűr   | Összesítés                     | Összesítés                     | Összesítés                     | Összesítés                     | Összesítés                     | Összesítés                     | Összesítés                     | Összesítés                     | Összesítés                     | Összesítés        | Összesítés        | Összesítés  | Összesítés | Összesítés |
| Versenyző      | Versenyszám | Kötelező elemek   | Kötelező elemek | Rövid program     | Rövid program | Kűr               | Kűr   | Helyezési pontszámok bírónként | Helyezési pontszámok bírónként | Helyezési pontszámok bírónként | Helyezési pontszámok bírónként | Helyezési pontszámok bírónként | Helyezési pontszámok bírónként | Helyezési pontszámok bírónként | Helyezési pontszámok bírónként | Helyezési pontszámok bírónként | Több. hely. száma | Több. hely. össz. | Hely. össz. | Pont       | Helyezés   |
| Versenyző      | Versenyszám | Több. hely. száma | Hely.           | Több. hely. száma | Hely.         | Több. hely. száma | Hely. | 1                              | 2                              | 3                              | 4                              | 5                              | 6                              | 7                              | 8                              | 9                              | Több. hely. száma | Több. hely. össz. | Hely. össz. | Pont       | Helyezés   |
| -------------- | ----------- | ----------------- | --------------- | ----------------- | ------------- | ----------------- | ----- | ------------------------------ | ------------------------------ | ------------------------------ | ------------------------------ | ------------------------------ | ------------------------------ | ------------------------------ | ------------------------------ | ------------------------------ | ----------------- | ----------------- | ----------- | ---------- | ---------- |
| Susanna Driano | Női egyéni  | 6×8+              | 8.              | 6×7+              | 7.            | 6×7+              | 7.    | 8,0                            | 7,0                            | 6,0                            | 6,0                            | 8,0                            | 9,0                            | 5,0                            | 7,0                            | 7,0                            | 6×7+              | 38,0              | 63,0        | 181,62     | 7.         |

| Versenyző                        | Versenyszám | Kötelező táncok   | Kötelező táncok | Eredeti (original) tánc | Eredeti (original) tánc | Kűr               | Kűr   | Összesítés                     | Összesítés                     | Összesítés                     | Összesítés                     | Összesítés                     | Összesítés                     | Összesítés                     | Összesítés                     | Összesítés                     | Összesítés        | Összesítés        | Összesítés  | Összesítés | Összesítés |
| Versenyző                        | Versenyszám | Kötelező táncok   | Kötelező táncok | Eredeti (original) tánc | Eredeti (original) tánc | Kűr               | Kűr   | Helyezési pontszámok bírónként | Helyezési pontszámok bírónként | Helyezési pontszámok bírónként | Helyezési pontszámok bírónként | Helyezési pontszámok bírónként | Helyezési pontszámok bírónként | Helyezési pontszámok bírónként | Helyezési pontszámok bírónként | Helyezési pontszámok bírónként | Több. hely. száma | Több. hely. össz. | Hely. össz. | Pont       | Helyezés   |
| Versenyző                        | Versenyszám | Több. hely. száma | Hely.           | Több. hely. száma       | Hely.                   | Több. hely. száma | Hely. | 1                              | 2                              | 3                              | 4                              | 5                              | 6                              | 7                              | 8                              | 9                              | Több. hely. száma | Több. hely. össz. | Hely. össz. | Pont       | Helyezés   |
| -------------------------------- | ----------- | ----------------- | --------------- | ----------------------- | ----------------------- | ----------------- | ----- | ------------------------------ | ------------------------------ | ------------------------------ | ------------------------------ | ------------------------------ | ------------------------------ | ------------------------------ | ------------------------------ | ------------------------------ | ----------------- | ----------------- | ----------- | ---------- | ---------- |
| Matilde Ciccia Lamberto Ceserani | Jégtánc     | 5×7+              | 8.              | 6×7+                    | 7.                      | 7×6+              | 6.    | 8,0                            | 5,0                            | 6,0                            | 6,5                            | 6,0                            | 7,0                            | 6,0                            | 6,0                            | 8,0                            | 5×6+              | 29,0              | 58,5        | 191,46     | 6.         |
| Isabella Rizzi Luigi Freroni     | Jégtánc     | 7×17+             | 17.             | 6×17+                   | 17.                     | 6×14+             | 14.   | 15,0                           | 13,0                           | 14,0                           | 15,0                           | 14,0                           | 14,0                           | 16,0                           | 17,0                           | 15,0                           | 7×15+             | 100,0             | 133,0       | 168,64     | 14.        |
| Stefania Bertele Walter Cecconi  | Jégtánc     | 5×15+             | 16.             | 8×17+                   | 16.                     | 5×16+             | 17.   | 16,0                           | 14,0                           | 16,0                           | 16,0                           | 15,0                           | 15,0                           | 15,0                           | 16,0                           | 17,0                           | 8×16+             | 123,0             | 140,0       | 166,22     | 16.        |

## Sífutás
Férfi
| Versenyző                                                        | Versenyszám     | Eredmény      | Helyezés      |
| ---------------------------------------------------------------- | --------------- | ------------- | ------------- |
| Tonio Biondini                                                   | 50 km           | nem ért célba | nem ért célba |
| Giulio Capitanio                                                 | 15 km           | 46:51,14      | 21.           |
| Giulio Capitanio                                                 | 30 km           | 1:35:58,29    | 28.           |
| Renzo Chiocchetti                                                | 15 km           | 47:11,22      | 29.           |
| Renzo Chiocchetti                                                | 30 km           | 1:37:15,82    | 38.           |
| Carlo Favre                                                      | 50 km           | nem ért célba | nem ért célba |
| Ulrico Kostner                                                   | 30 km           | 1:37:49,85    | 41.           |
| Ulrico Kostner                                                   | 50 km           | nem ért célba | nem ért célba |
| Fabrizio Pedranzini                                              | 15 km           | 48:58,30      | 53.           |
| Roberto Primus                                                   | 15 km           | 47:29,02      | 36.           |
| Roberto Primus                                                   | 30 km           | 1:36:40,33    | 34.           |
| Roberto Primus                                                   | 50 km           | nem ért célba | nem ért célba |
| Renzo Chiocchetti Tonio Biondini Ulrico Kostner Giulio Capitanio | 4 × 10 km váltó | 2:12:07,12    | 7.            |

## Síugrás
Férfi
| Versenyző            | Versenyszám | 1. ugrás | 1. ugrás | 2. ugrás | 2. ugrás | Összesítés | Összesítés |
| Versenyző            | Versenyszám | Pont     | Hely.    | Pont     | Hely.    | Pont       | Helyezés   |
| -------------------- | ----------- | -------- | -------- | -------- | -------- | ---------- | ---------- |
| Marcello Bazzana     | Normálsánc  | 103,8    | 37.**    | 102,0    | 41.      | 205,8      | 38.*       |
| Marcello Bazzana     | Nagysánc    | 72,1     | 51.      | 65,9     | 51.      | 138,0      | 51.        |
| Leo De Crignis       | Normálsánc  | 91,1     | 53.      | 99,7     | 45.      | 190,8      | 50.        |
| Leo De Crignis       | Nagysánc    | 71,4     | 52.      | 71,9     | 46.      | 143,3      | 49.        |
| Francesco Giacomelli | Normálsánc  | 94,9     | 50.      | 97,0     | 47.      | 191,9      | 49.        |
| Francesco Giacomelli | Nagysánc    | 83,4     | 43.      | 74,2     | 44.      | 157,6      | 44.        |
| Lido Tomasi          | Normálsánc  | 101,4    | 43.      | 101,9    | 42.      | 203,3      | 45.        |
| Lido Tomasi          | Nagysánc    | 80,8     | 45.      | 71,3     | 48.      | 152,1      | 47.        |

* - két másik versenyzővel azonos eredménnyel végzett a 38. helyen

** - három másik versenyzővel azonos eredménnyel végzett a sorozatban a 37. helyen

## Szánkó
| Versenyző                        | Versenyszám | 1. futam      | 1. futam      | 2. futam | 2. futam | 3. futam | 3. futam | 4. futam | 4. futam | Összesítés | Összesítés |
| Versenyző                        | Versenyszám | Idő           | Hely.         | Idő      | Hely.    | Idő      | Hely.    | Idő      | Hely.    | Idő        | Helyezés   |
| -------------------------------- | ----------- | ------------- | ------------- | -------- | -------- | -------- | -------- | -------- | -------- | ---------- | ---------- |
| Karl Brunner                     | Férfi egyes | 53,916        | 12.           | 53,228   | 10.      | 53,023   | 11.      | 53,021   | 10.      | 3:33,188   | 11.        |
| Peter Gschnitzer                 | Férfi egyes | 54,051        | 14.           | 53,812   | 17.      | 53,357   | 16.      | 1:27,540 | 38.      | 4:08,760   | 37.        |
| Paul Hildgartner                 | Férfi egyes | nem ért célba | nem ért célba | kiesett  | kiesett  | kiesett  | kiesett  | kiesett  | kiesett  | kiesett    | kiesett    |
| Sarah Felder                     | Női egyes   | 44,056        | 12.           | 43,118   | 11.      | 43,075   | 10.      | 43,374   | 10.      | 2:53,623   | 11.        |
| Maria Luise Rainer               | Női egyes   | 44,943        | 16.           | 44,848   | 16.      | 44,768   | 16.      | 44,972   | 17.      | 2:59,531   | 16.        |
| Karl Feichter Ernst Haspinger    | Kettes      | 43,853        | 12.           | 43,318   | 5.       |          |          |          |          | 1:27,171   | 7.         |
| Paul Hildgartner Walter Plaikner | Kettes      | 43,781        | 11.           | 44,058   | 12.      |          |          |          |          | 1:27,839   | 11.        |